# Praga Lady
Der Praga Lady war ein Mittelklassewagen, der in mehreren Serien von 1935 bis 1941 und dann wieder von 1945 bis 1947 gebaut wurde. 

## Geschichte
Praga konkurrierte mit seinem Modell „Lady“ in der Tschechoslowakei gegen Škoda, die den Škoda 922 Rapid bauten, und Tatra mit dem Tatra 75.
Der Praga Lady kostete 40.800 bis 44.800 Kronen und war damit – wie alle tschechischen Autos der damaligen Zeit – recht teuer: Nach Zerschlagung Österreich-Ungarns 1918/9 bot die neu entstandene Tschechoslowakei keinen genügenden Binnenmarkt für die drei einheimischen Hersteller Praga, Škoda und Tatra, und alle tschechischen Autos entstanden in zu geringen Stückzahlen, so auch hier: 1935 wurden 301 Praga Lady gebaut, 1936 keines, 1937 waren es 1300, 1501 Stück 1938, 500 – meist mit Aufbauten als Liefer- und Sanitätswagen – 1941. 1944 entstand ein Einzelstück als Jagdwagen für Reichsmarschall Hermann Göring. Nach dem Krieg wurden nochmals 97 Stück 1945 und je 150 Stück in den Jahren 1946 und 1947 unverändert gebaut. Damit war der Typ Lady der letzte von Praga gebaute Serien-Pkw.

### Lizenzbau in Jugoslawien
1938 soll die Firma TAM (Tovarna Automobilov in Motorjev) in Marburg an der Drau (jugosl. Maribor) ca. 10 Stück des Praga Lady montiert haben. Dies kann nicht stimmen, weil die Firma TAM erst 1946 gegründet wurde und 1947 den Automobilbau aufnahm. Die 10 jugoslawischen Praga Lady können also – wenn überhaupt – erst 1947 und nicht 1938 entstanden sein.

## Technik

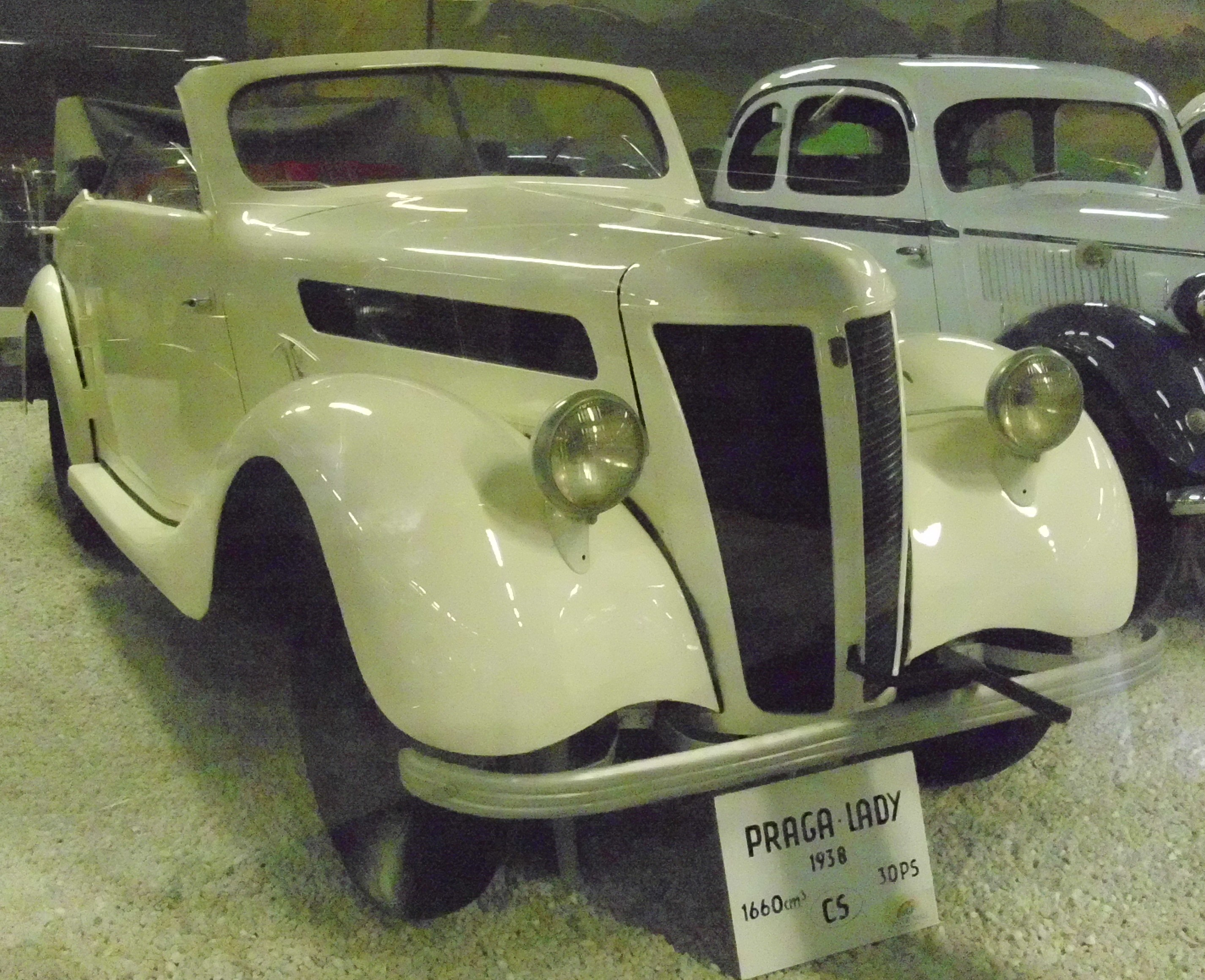
Praga Lady, spätere Ausführung ab 1938

Der wassergekühlte Vierzylindermotor – gleich dem des Praga Super Piccolo – hatte 1660 cm³ Hubraum bei 75 mm Bohrung und 94 mm Hub. Er leistete 35 PS (28 kW) bei 3500/min. Das Getriebe hatte 3 Vorwärtsgänge und einen Rückwärtsgang. Eine Kardanwelle übertrug die Leistung auf die starre Hinterachse, die als Banjoachse an Längsblattfedern ausgeführt war. Die Vorderräder waren einzeln an Doppelquerlenkern mit einer Querblattfeder aufgehängt. Das Fahrzeug hatte einen Leiterrahmen mit Kreuzverstrebung und eine Karosserie in Gemischtbauweise, das heißt ein Holzskelett mit aufgenagelten Blechschalen. Es wog leer 855 und beladen bis zu 1200 kg. Die Höchstgeschwindigkeit betrug 100 km/h. Der Benzinverbrauch lag bei 11–12 l/100 km. 1938 – ab der 6. Serie – erhielt das Fahrzeug eine andere Vorderfront mit abgerundeter Kühlermaske. Es wog jetzt leer 870 kg, maximal zulässig 1225 kg und war 4 cm länger.